# Mao Ce-tung
Mao Ce-tung (tradiční čínština: 毛澤東, zjednodušená čínština: 毛泽东, pīnyīn: Máo Zédōng; nové jméno: Rùnzhī 润芝; 26. prosince 1893, Šao-šan – 9. září 1976, Peking) byl čínský diktátor, politik, básník, spisovatel, filosof, učitel, knihovník, stratég, politický teoretik, revolucionář, kaligraf. Od ledna 1935 tajemníkem a od roku 1943 předsedou Komunistické strany Číny. Zvítězil v občanské válce  a od roku 1949 byl nejvýznamnější osobností v nově vzniklé komunistické Čínské lidové republice, a to až do své smrti v roce 1976. Měl oficiální titul Velký kormidelník (伟大舵手).
Spolu s Josifem Stalinem a Adolfem Hitlerem patří ke třem nejkrutějším diktátorům historie, připisují se mu desítky milionů obětí. Přesto je dosud vyobrazen na čínských bankovkách. Zejména mladé generace na něho pohlížejí s odstupem a kriticky.

## Život

### Dětství a mládí
Narodil se ve vesnici Šao-šan v poměrně bohaté rolnické rodině v provincii Chu-nan, kde jeho rodičům patřilo asi 1,2 hektarů zemědělské půdy, což bylo na tehdejší poměry v Číně velmi mnoho. Mao měl šest sourozenců, ale jen on a dva bratři překonali dětské nemoci a dožili se dospělosti. Mao měl citově blízko ke své matce, oddané buddhistce, jejíž láska, jak později napsal, „objímala všechny, sahala daleko i blízko.“ Z Maova dětství existuje jen pár kusých informací. S otcem neměl blízký vztah a zdá se, že většinu dětství prožil u prarodičů, protože jeho otec sloužil dlouhá léta jako voják provinční armády a býval často pryč.
Ve čtrnácti letech Mao – který dokázal číst a používat počítadlo – odešel ze školy, aby se otci staral o účetnictví, ale nevycházeli spolu. „První kapitalista, proti kterému jsem bojoval, byl můj otec,“ prohlásil před americkým žurnalistou Edgarem Snowem v roce 1963. V roce 1908 (1907?) uzavřel manželství, předem dohodnuté otci, s dívkou Luo-š' (* 20. října 1889) ze sousedního rodu. S manželkou však nežil a ta, společensky zneuctěna, bydlela u jeho rodičů. Zemřela na úplavici 11. února 1910. Oženil se ještě třikrát. Druhou manželku, s níž měl dvě děti, nechal popravit, protože již uzavřel manželství se třetí, a protože se odmítla veřejně zříci jeho a komunistické strany. Se třetí ženou, oddanou komunistkou, s níž měl pět dětí, mu byl soudruhy povolen rozvod, pokud se čtvrtá žena bude držet mimo politiku – byla zámožná. Se souhlasem ústředního výboru strany tedy uzavřel sňatek s herečkou Ťiang Čching v době, kdy byl ještě ženatý. Měli spolu dceru (*1940).  
Vzdělání se mu dostalo v Čchang-ša. Mao se následně věnoval vyučování a novinařině. V roce 1918 začal pracovat v knihovně Pekingské univerzity a na rozdíl od svých současníků nevyužil možnosti studovat v zahraničí. V Pekingu se seznámil s myšlenkami marxismu a v roce 1921 pomáhal budovat Komunistickou stranu Číny.

### Revolucionář, vojevůdce a tvůrce maoismu
Jako revolucionář se věnoval organizování rolníků v politickou sílu a roku 1927 se zúčastnil povstání, po jehož neúspěchu se uchýlil do sovětu v Ťiang-si. Obklíčení této oblasti Čankajškovými silami vedlo k tomu, že Mao spolu s dalšími soudruhy zahájili takzvaný Dlouhý pochod – právě během něj se Mao prosadil jako vůdce. V polovině 30. let, kdy jeho zdecimované síly dorazily do Jen-anu, byl Mao již schopen bránit se Stalinovu tlaku na dosazení prosovětského vedení. V této době vytvořil kult osobnosti a vyvinul i vlastní politickou filosofii, tzv. Mao Ce-tungovo myšlení (maoismus).
Spojenectví s Kuomintangem během války proti Japoncům a pomoc Sovětského svazu mu umožnily vybudovat značnou vojenskou sílu a rozšířit síť partyzánských jednotek. Schopnost udržet stranu při životě i v těch nejtěžších podmínkách a rozhodná vítězství během občanské války mu po vytvoření Čínské lidové republiky 1. října 1949 přinesly věhlas.

### Vláda Velkého kormidelníka

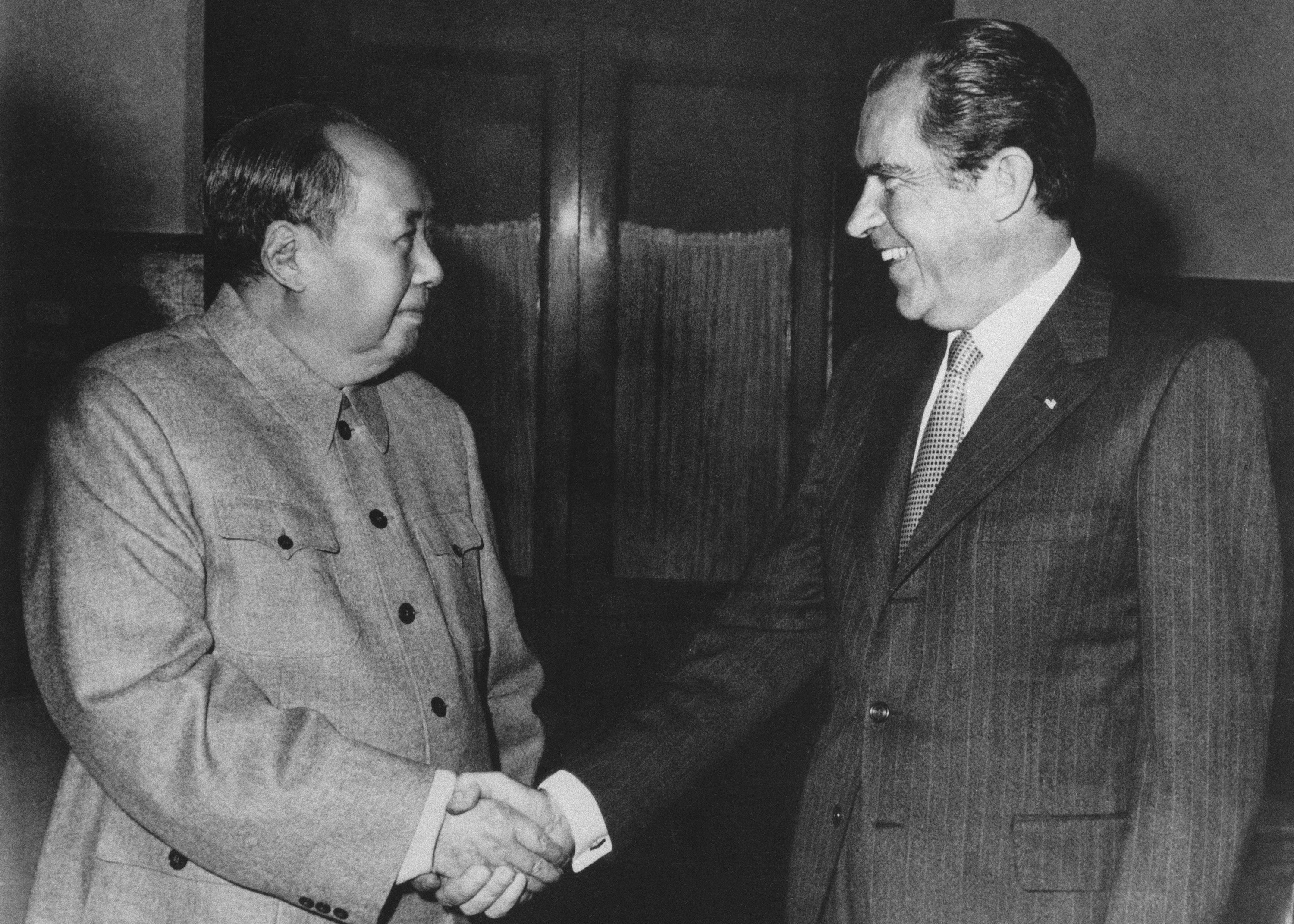
Mao Ce-tung a americký prezident Richard Nixon v roce 1972

Maovi systém sovětského stylu, vytvořený po roce 1949, nevyhovoval. Proto se v roce 1958 rozhodl přistoupit k Velkému skoku vpřed, který měl zemi rychle přiblížit komunistické utopii. Avšak následující hladomor přinesl smrt dvaceti až čtyřiceti milionům lidí. Fiasko Velkého skoku bylo pro Maa těžkou ranou a ponížením. Ve snaze obnovit svou prestiž a moc, s účelem eliminovat nepřátele, zahájil v roce 1966 Kulturní revoluci, během níž byli postiženi všichni členové strany, které podezříval z neposlušnosti.
V roce 1959 Mao narušil vztahy se Sovětským svazem a Čínu odřízl od většiny zemí komunistického bloku. Byl přesvědčen, že se neodvratně blíží atomová válka se Sovětským svazem. Proto zemi uvrhl do stavu horečného zbrojení, které do jeho smrti téměř úplně zruinovalo hospodářství. Ochlazení vztahů se SSSR napomohla také invaze do Československa v roce 1968, kterou Mao ostře odsoudil. V roce 1969 proběhlo též několik pohraničních potyček na hranicích se SSSR na řece Ussuri.

### Rudý teror
Mao Ce-tung je zodpovědný za smrt 40 až 70 milionů lidí, kteří byli popraveni nebo zemřeli hladem nebo při nucených pracích. Na počátku 50. let při „pozemkové reformě“ přikázal zavraždit – veřejně popravit – téměř v každé čínské vesnici alespoň jednoho vlastníka půdy (statkáře, farmáře), obvykle však několik, což si vyžádalo odhadem dva až pět milionů lidských životů.

### Poslední léta vlády
V roce 1969 vyhlásil devátý sjezd strany Mao Ce-tunga neomezeným vůdcem Číny a jeho manželka Ťiang Čching byla zvolena členem politbyra KS Číny. Desátý sjezd strany v roce 1973 postavení Maa a Ťiang Čching potvrdil, ale Mao Ce-tung už s přibývajícím věkem pomalu ztrácel svůj mocenský vliv. O politiku se příliš nestaral a většinu času trávil se svými mladými milenkami. Mao Ce-tung zemřel 9. 9. 1976 ve věku 82 let. Teprve poté se zlepšily vztahy se SSSR.

## Po smrti
Po jeho smrti vypukl boj o moc mezi zastánci pragmatického proudu a radikální skupinou, známou jako gang čtyř, která se vytvořila kolem vdovy Ťiang Čching. Ta byla později odsouzena k smrti, nakonec však dostala doživotí.
Jeho ostatky jsou uloženy v mauzoleu na centrálním náměstí Tchien-an-men (též náměstí Nebeského klidu) v Pekingu. Na tomto náměstí na bráně Nebeského klidu zůstává i obří Maova fotografie. Podle průzkumů veřejného mínění si 85 % Číňanů myslí, že Maovy zásluhy převažují nad jeho chybami. Stejný náhled má i současné vedení KS Číny.

## Poznámka
V angličtině je jméno Mao Ce-tung uváděno různě: Mao Tse-tung, Mao Tse Tung, Mao Zedong aj.